# Eustroma pilosa
Eustroma pilosa är en fjärilsart som beskrevs av Thierry-mieg 1910. Eustroma pilosa ingår i släktet Eustroma och familjen mätare. Inga underarter finns listade i Catalogue of Life.